# Amora (Portugalia)
Amora – miasto w Portugalii. Według danych szacunkowych na rok 2008 liczy 54 474 mieszkańców. Prawa miejskie otrzymało 2 lipca 1993.